# نيكولا شامفور
سيباستيان روش نيكولاس (6 أبريل 1741 - 13 أبريل 1794) (بالفرنسية: Sébastien-Roch Nicolas)‏ المعروف باسم نيكولا شامفور (بالفرنسية: Nicolas Chamfort)‏ و سيباستيان نيكولا دو شامفور (بالفرنسية: Sébastien Nicolas de Chamfort)‏، هو أديب وصحفي وفرنسي، اشتهر بإبيجراماته وحكمه.
كان سكرتيرا لأخت لويس السادس عشر، ولنادي اليعاقبة.

## انتحاره
انطلاقًا من عجزه عن تحمل فكرة زجه في السجن مرة أخرى، في سبتمبر 1793، حبس شامفور نفسه في مكتبه وأطلق النار على وجهه. تعطَّل المسدس فجأة ولم يمت على الرغم من أنه أطلق النار على أنفه وجزء من فكه. بعد ذلك، قام بطعن رقبته مرارًا بقطاعة ورق، لكنه فشل في قطع الشريان. وأخيرًا استخدم قطاعة الورق ذاتها لطعن نفسه في الصدر. ترك لمن جاء إليه رسالة مفادها (أنا، سيباستيان روش نيكولا دي شامفور، أعلن بموجب هذه الرسالة عن رغبتي في أن أموت كرجل حر بدلًا من الاستمرار في العيش كعبد في السجن)، والتي وقعها بيده الملطخة بالدم. كان خادمه أول من وجده فاقدًا للوعي في بركة من الدم. ومنذ ذلك الحين وحتى وفاته في باريس في العام التالي، عانى شامفور بشدة، وبقي تحت رعاية الدرك العسكري ليدفع لهم كرون واحد يوميًا.
قدَّم إيمانويل جوزيف سياس تكريمًا خاصًا لشامفور من خلال عنوان منشور كتبه (ماهي الدولة الثالثة؟ ماذا تملك؟ لاشيء.)، على الرغم من مقولة أخرى قالها بقصد السخرية (كلمة طيبة! يا صديقي، أخيرًا سأترك هذا العالم، حيثما يجب كسر القلب).  وهكذا تبِع كاتب الدساتير الموتى إلى قبورهم.

## كتاباته
تتضمن كتابات شامفور بعضًا من الكوميديا والمقالات السياسية والنقد الأدبي والصور والرسائل والشعر. أثنى جون ستيوارت مل على كتابه أقوال وخواطر الذي عُدَّ من بين أكثر الكلمات براعة التي تتخللها إيحاءات العصر الحديث بعد كتابات فرانسوا دو لاروشفوكو. تتسم كتاباته، الأقل منهجية والأقل أهمية من الناحية النفسية من كتابات لاروشفوكو، بأنها على نفس القدر من الأهمية في عنفها وروحها المتمردة في الفترة الأدبية العاصفة التي شهدت نشر كتاب الخواطر في تحفظه الخالص ودقته المتطورةـ، هاتين الصفتين اللتين عُدتا من أبرز سمات الأناقة الأدبية في تلك الفترة. علاوة على ذلك، فقد تميزت كتاباته بالألوان الغنية والصور المثيرة والكثر من العاطفة والجرأة. وصف شارل أوجستان سانت بوف كتاباته بالعملات النقدية المصقولة جيدًا ذات القيمة العالية. وعلى الرغم من أن محور كتاباته يقع على النقيض تمامًا من الطيف السياسي، إلا أنها قورنت بكتابات أنطونيو دي ريفارول من حيث الإثارة والروعة.

## وصلات خارجية
- أعمال أو نبذة عن Nicolas Chamfort على أرشيف الإنترنت
- frenchphilosophes.weebly.com